# 107 Days
107 Days sind politische Memoiren von Kamala Harris, der 49. Vizepräsidentin der Vereinigten Staaten von Amerika. Das Buch beschreibt den Wahlkampf von Kamala Harris für die US-Präsidentschaftswahl 2024 nach dem Rückzug von Joe Biden aus dem Wahlkampf. Der Name des Buchs spielt auf die Anzahl der Tage, die ihr Wahlkampf dauerte, an. Harris hat das Buch gemeinsam mit der Autorin Geraldine Brooks verfasst. Es soll am 23. September im Verlag Simon & Schuster veröffentlicht werden.

## Hintergrund
Kamala Harris, die 49. Vizepräsidentin der USA kündigte am 21. Juli 2024 an, für das Amt des Präsidenten kandidieren zu wollen. An diesem Tag zog sich Joe Biden, der damalige Präsident, aus dem Wahlkampf zurück und ernannte sie sofort zu seiner Nachfolgerin als Präsidentschaftskandidat. Harris wurde am 5. August nach einer Online-Abstimmung offiziell die Kandidatin der demokratischen Partei. Sie wählte den Gouverneur von Minnesota, Tim Walz, am nächsten Tag als ihren Vizekandidaten aus. Gemeinsam führten sie den Wahlkampf durch und unterlagen bei der Wahl am 5. November 2024 den Kandidaten der republikanischen Partei, dem ehemaligen Präsidenten Donald Trump und dem Senator JD Vance.
Harris’ innenpolitische Agenda ähnelte in einigen Punkten der von Biden. Sie befürwortete den nationalen Schutz des Rechts auf Abtreibung, die Rechte von LGBT+-Personen, strengere Waffenkontrollen und Gesetze zur Bekämpfung des Klimawandels. Sie setzte sich außerdem für die Legalisierung von Cannabis auf Bundesebene, die Stärkung der Wahlrechte, eine Stärkung des Affordable Care Act sowie für staatliche Fördermittel im Wohnungsbau ein. 
In wirtschaftspolitischen Fragen wich Harris jedoch von Biden ab und verfolgte eine als „populistisch“ beschriebene Agenda. Sie sprach sich für eine begrenzte staatliche Kontrolle von Lebensmittelpreisen, eine Obergrenze für die Kosten verschreibungspflichtiger Medikamente und eine Ausweitung des Kindergeldes aus.
In der Einwanderungspolitik unterstützte Harris eine Aufstockung der Grenzschutzbeamten und eine Reform des Einwanderungssystems. In der Außenpolitik befürwortete sie weiterhin militärische Unterstützung für die Ukraine und Israel in ihren jeweiligen Kriegen, bestand jedoch darauf, dass Israel einem Waffenstillstand und einem Geiselabkommen zustimmen und auf eine Zwei-Staaten-Lösung im israelisch-palästinensischen Konflikt hinarbeiten sollte.
Im September 2024 wurde ihr Wahlkampf durch eine gute Leistung im TV-Duell gegen Donald Trump gestärkt. Harris wurde von vielen Politikexperten und Medien als Siegerin der Debatte bezeichnet. Die Umfragewerte vor der Wahl am 5. November deuteten auf einen knappen Ausgang der Wahl hin.
Harris unterlag Donald Trump in allen großen Battleground-States und schließlich auch in der Gesamt-Wahl. Die Niederlagen in den Staaten Michigan, Pennsylvania und Wisconsin wurden als ausschlaggebend für ihre Niederlage angesehen. Sie beendete ihre Kampagne am Tag nach der Wahl.